# Municipio de Deerfield (condado de Mecosta)
El municipio de Deerfield (en inglés: Deerfield Township) es un municipio ubicado en el condado de Mecosta en el estado estadounidense de Míchigan. En el año 2010 tenía una población de 1816 habitantes y una densidad poblacional de 19,53 personas por km².

## Geografía
El municipio de Deerfield se encuentra ubicado en las coordenadas 43°30′31″N 85°23′11″O / 43.50861, -85.38639. Según la Oficina del Censo de los Estados Unidos, el municipio tiene una superficie total de 92.97 km², de la cual 92,39 km² corresponden a tierra firme y (0,62 %) 0,57 km² es agua.

## Demografía
Según el censo de 2010, había 1816 personas residiendo en el municipio de Deerfield. La densidad de población era de 19,53 hab./km². De los 1816 habitantes, el municipio de Deerfield estaba compuesto por el 96,31 % blancos, el 0,61 % eran afroamericanos, el 1,49 % eran amerindios, el 0,17 % eran de otras razas y el 1,43 % eran de una mezcla de razas. Del total de la población el 1,6 % eran hispanos o latinos de cualquier raza.